# José Luis Gonzallez Uriol
José Luis Gonzállez Uriol (n. 1936) é um organista e professor espanhol de origem aragonesa.

## Biografia
Professor de órgão e cravo no Conservatório de Música de Zaragoza e especialista em música antiga. 
Nascido em Zaragoza, começou seus estudos musicais no Conservatório desta cidade. A sua aptidão para a música levou-o a estudar com Montserrat Torrent (Barcelona), Macario Santiago Kastner (Lisboa), Luigi Ferdinando Tagliavini (Bologna) e Gustav Leonhardt (Amsterdam).
Especialista em música espanhola, fez inúmeras gravações, entre os quais, incluem o duplo CD dedicado a Antonio Cabezon (2001) realizado nalguns dos mais importantes órgãos históricos na Europa.
Actualmente, é organista do órgão histórico "José de Sesma" (1692), o Patio de la Infanta e Corpo "Spaeth" da Capela Real de Santa Isabel de Portugal, em Zaragoza. Sócio de número da Instituição Fernando o Católico e fundador da secção de Música Antiga desta instituição, é igualmente director do Curso de Música Antiga e Festival de Música Antiga de Daroca desde 1979.
Ao longo de sua carreira, ele recebeu vários prêmios como a Cruz de Alfonso X, o Sábio e a Medalha de Ouro do Parlamento de Aragão, pelo seu trabalho ao serviço da música em Aragão.

## Discografia (Seleccionada)
- Carlos Seixas: Hapsichord Sonatas, PortugalSom, 1988. CD 870014/PS.
- Antología de obras para órgano: Sebastián Aguilera de Heredia, Ministerio de Educación y Ciencia: Centro de Publicaciones, 1990. 1032 CD.
- Pablo Bruna: Obra para Organo, Moviplay Classics, SPA, 1992, 3 CD's. 3-11019/20/21.
- Antonio de Cabezón: Works for Organ: Homage to King Charles V, Motette, 2000, 2 CD's. DCD 12291.
- Flores de Música: Iberische Orgelmusik aus Renaissance und Barock, IFO Records, 2003. ORG 7208-2.
- Carlos Seixas: Concerto, Sonatas, José Luis González Uriol, Segréis de Lisboa, Manuel Morais, Portugaler, Audiopro, SPA 2003. CD.
- José Luis González Uriol in Lisbon: Iberian Organ: São Vicente de Fora: 17th October 1994, Arkhé Music, Artway, SPA, 2015.

## Edição Musical
- Ximénez, Jusepe (1600-1666): Obras para teclado, Jusepe Ximénez (ca. 1600-1672); edição e transcrição: Javier Artigas Pina, José Luis González Uriol, Jesús Gonzalo López, Zaragoza, Institución Fernando el Católico, 2006.

## Ligações Externas
- http://ifc.dpz.es/recursos/publicaciones/23/97/_ebook.pdf
- http://glosas.mpmp.pt/jose-luis-gonzalez-uriol-in-lisbon/